# Ælfthryth (fille d'Alfred)
Ælfthryth, parfois francisé en Elftrude ou Aelfstrude, est une princesse anglaise morte en 929. Issue de la maison de Wessex, elle est la fille du roi Alfred le Grand et devient comtesse de Flandre par son mariage avec le comte Baudouin II de Flandre.

## Biographie
Ælfthryth est la plus jeune des trois filles du roi Alfred le Grand et de son épouse Ealhswith, après Æthelflæd et Æthelgifu. La principale source concernant sa jeunesse est la biographie d'Alfred le Grand rédigée par le moine gallois Asser vers 893. Asser rapporte qu'Ælfthryth est éduquée à la cour de son père, tout comme son frère aîné Édouard l'Ancien. Elle fait partie des bénéficiaires du testament d'Alfred, qui lui lègue les domaines de Wellow (île de Wight), Ashton (peut-être Ashton Keynes, dans le Wiltshire) et Chippenham (Wiltshire), ainsi que la somme de 100 livres,.
Ælfthryth se marie entre 893 et 899 avec le comte de Flandre Baudouin II. Ce dernier est le fils de la princesse carolingienne Judith, qui a été successivement la femme du père d'Alfred Æthelwulf et de son frère aîné Æthelbald avant d'épouser Baudouin Ier, le père de Baudouin II. Ils ont quatre enfants, deux fils et deux filles :
- Arnoul (mort en 965), comte de Flandre ;
- Adalolphe (mort en 933), comte de Boulogne ;
- Ealhswith ;
- Eormenthryth.

À l'exception d'Arnoul, ils portent des noms d'origine vieil-anglaise (Adalolphe est une forme francisée d'Æthelwulf). Ce choix onomastique reflète l'ascendance prestigieuse dont peut s'enorgueillir Ælfthryth, et des noms vieil-anglais continuent à être portés par des membres de la maison de Flandre des générations ultérieures, comme Egbert de Trèves, l'arrière-petit-fils d'Ælfthryth. Un autre signe du rang élevé auquel prétend Ælfthryth est son usage du titre comitissa, attesté dans un document de 918 : c'est l'une des toutes premières occurrences connues de ce terme pour désigner la femme d'un comte.
Ælfthryth survit à son époux, qui meurt en 918. Alors que les vassaux de Baudouin souhaitaient qu'il soit enterré à l'abbaye de Sithiu, comme son père Baudouin Ier, sa veuve obtient qu'il soit plutôt inhumé à l'abbaye Saint-Pierre de Gand. Les annales de l'abbaye, compilées au XIe siècle, datent la mort d'Ælfthryth de l'année 929, et son épitaphe la situe le 7 juin. Elle est inhumée auprès de son mari en cette même abbaye.

## Arbre généalogique
|  |  |           |           |           |           |           |           |  |  | Alfred le Grand roi des Anglo-Saxons  | Alfred le Grand roi des Anglo-Saxons  | Alfred le Grand roi des Anglo-Saxons  | Alfred le Grand roi des Anglo-Saxons  | Alfred le Grand roi des Anglo-Saxons  | Alfred le Grand roi des Anglo-Saxons  |  |  | Ealhswith                   | Ealhswith                   | Ealhswith                   | Ealhswith                   | Ealhswith                   | Ealhswith                   |  |  |                              |                              |                              |                              |                              |                              |  |  |              |              |              |              |              |              |  |  |            |            |            |            |            |            |  |  |  |  |
|  |  |           |           |           |           |           |           |  |  | Alfred le Grand roi des Anglo-Saxons  | Alfred le Grand roi des Anglo-Saxons  | Alfred le Grand roi des Anglo-Saxons  | Alfred le Grand roi des Anglo-Saxons  | Alfred le Grand roi des Anglo-Saxons  | Alfred le Grand roi des Anglo-Saxons  |  |  | Ealhswith                   | Ealhswith                   | Ealhswith                   | Ealhswith                   | Ealhswith                   | Ealhswith                   |  |  |                              |                              |                              |                              |                              |                              |  |  |              |              |              |              |              |              |  |  |            |            |            |            |            |            |  |  |  |  |
|  |  |           |           |           |           |           |           |  |  |                                       |                                       |                                       |                                       |                                       |                                       |  |  |                             |                             |                             |                             |                             |                             |  |  |                              |                              |                              |                              |                              |                              |  |  |              |              |              |              |              |              |  |  |            |            |            |            |            |            |  |  |  |  |
|  |  |           |           |           |           |           |           |  |  |                                       |                                       |                                       |                                       |                                       |                                       |  |  |                             |                             |                             |                             |                             |                             |  |  |                              |                              |                              |                              |                              |                              |  |  |              |              |              |              |              |              |  |  |            |            |            |            |            |            |  |  |  |  |
|  |  | Æthelflæd | Æthelflæd | Æthelflæd | Æthelflæd | Æthelflæd | Æthelflæd |  |  | Édouard l'Ancien roi des Anglo-Saxons | Édouard l'Ancien roi des Anglo-Saxons | Édouard l'Ancien roi des Anglo-Saxons | Édouard l'Ancien roi des Anglo-Saxons | Édouard l'Ancien roi des Anglo-Saxons | Édouard l'Ancien roi des Anglo-Saxons |  |  | Æthelgifu                   | Æthelgifu                   | Æthelgifu                   | Æthelgifu                   | Æthelgifu                   | Æthelgifu                   |  |  | Baudouin II comte de Flandre | Baudouin II comte de Flandre | Baudouin II comte de Flandre | Baudouin II comte de Flandre | Baudouin II comte de Flandre | Baudouin II comte de Flandre |  |  | Ælfthryth    | Ælfthryth    | Ælfthryth    | Ælfthryth    | Ælfthryth    | Ælfthryth    |  |  | Æthelweard | Æthelweard | Æthelweard | Æthelweard | Æthelweard | Æthelweard |  |  |  |  |
|  |  | Æthelflæd | Æthelflæd | Æthelflæd | Æthelflæd | Æthelflæd | Æthelflæd |  |  | Édouard l'Ancien roi des Anglo-Saxons | Édouard l'Ancien roi des Anglo-Saxons | Édouard l'Ancien roi des Anglo-Saxons | Édouard l'Ancien roi des Anglo-Saxons | Édouard l'Ancien roi des Anglo-Saxons | Édouard l'Ancien roi des Anglo-Saxons |  |  | Æthelgifu                   | Æthelgifu                   | Æthelgifu                   | Æthelgifu                   | Æthelgifu                   | Æthelgifu                   |  |  | Baudouin II comte de Flandre | Baudouin II comte de Flandre | Baudouin II comte de Flandre | Baudouin II comte de Flandre | Baudouin II comte de Flandre | Baudouin II comte de Flandre |  |  | Ælfthryth    | Ælfthryth    | Ælfthryth    | Ælfthryth    | Ælfthryth    | Ælfthryth    |  |  | Æthelweard | Æthelweard | Æthelweard | Æthelweard | Æthelweard | Æthelweard |  |  |  |  |
|  |  |           |           |           |           |           |           |  |  |                                       |                                       |                                       |                                       |                                       |                                       |  |  |                             |                             |                             |                             |                             |                             |  |  |                              |                              |                              |                              |                              |                              |  |  |              |              |              |              |              |              |  |  |            |            |            |            |            |            |  |  |  |  |
|  |  |           |           |           |           |           |           |  |  |                                       |                                       |                                       |                                       |                                       |                                       |  |  |                             |                             |                             |                             |                             |                             |  |  |                              |                              |                              |                              |                              |                              |  |  |              |              |              |              |              |              |  |  |            |            |            |            |            |            |  |  |  |  |
|  |  |           |           |           |           |           |           |  |  | Arnoul Ier comte de Flandre           | Arnoul Ier comte de Flandre           | Arnoul Ier comte de Flandre           | Arnoul Ier comte de Flandre           | Arnoul Ier comte de Flandre           | Arnoul Ier comte de Flandre           |  |  | Adalolphe comte de Boulogne | Adalolphe comte de Boulogne | Adalolphe comte de Boulogne | Adalolphe comte de Boulogne | Adalolphe comte de Boulogne | Adalolphe comte de Boulogne |  |  | Ealhswith                    | Ealhswith                    | Ealhswith                    | Ealhswith                    | Ealhswith                    | Ealhswith                    |  |  | Eormenthryth | Eormenthryth | Eormenthryth | Eormenthryth | Eormenthryth | Eormenthryth |  |  |            |            |            |            |            |            |  |  |  |  |